# 누지 문서

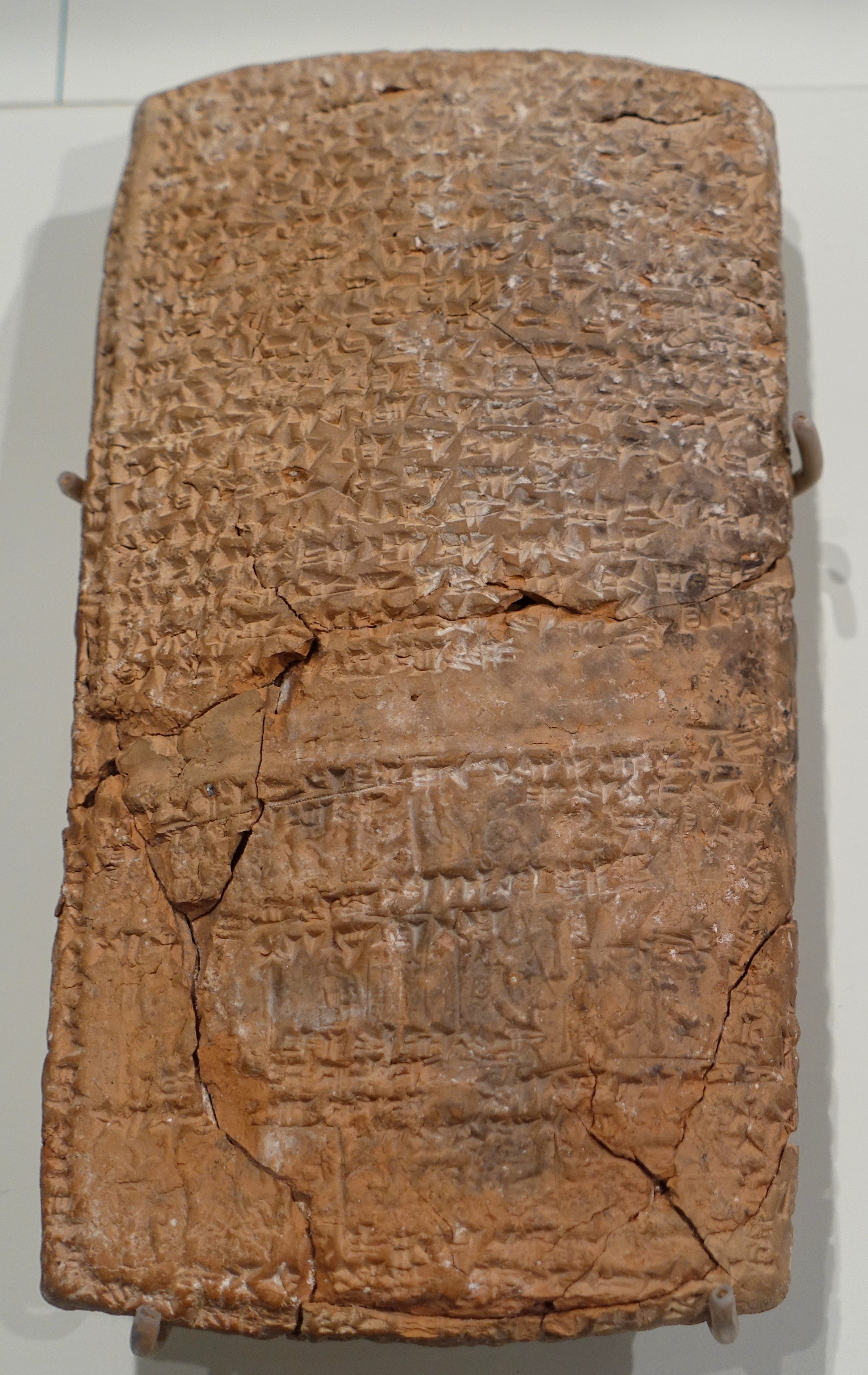
누지의 토지 분쟁

누지 문서는 티그리스강 근처에 위치한 현대 이라크 키르쿠크주의 키르쿠크 남서쪽에 있는 고대 메소포타미아 도시 누지 발굴 중에 발견된 고대 문서이다. 아카드어로 쓰인 쐐기 문자 점토판이다. 출토지는 중간 크기의 다주기 텔 하나와 두 개의 작은 단일 주기 봉분으로 이루어져 있다. 누지 문서는 주로 법률 및 거래 문서이다. 이전에는 구약성경의 특정 부분, 특히 족장 시대의 연대와 정확성에 대한 증거로 여겨져 왔지만, 현재 대부분의 학자들은 그러한 연관성에 의문을 제기하고 있다.

## 출토지와 유물
이 유적지에서 점토판이 발견되기 시작한 것은 1896년 무렵이었지만, 거트루드 벨이 바그다드 시장에서 점토판이 나타나는 것을 확인한 후 1925년에 비로소 본격적인 고고학 발굴이 시작되었다. 발굴은 주로 이라크 박물관과 미국 동양학 연구학교 바그다드 분교, 그리고 후에 하버드 대학교와 포그 미술관의 후원으로 에드워드 키에라, 로버트 파이퍼, 리처드 스타가 주도했다. 발굴은 1931년까지 계속되었다. 이 유적지에는 15개의 점유층이 있다. 수백 점의 점토판과 기타 발굴품은 여러 권의 책으로 출판되었다. 현재까지도 더 많은 발굴품이 계속 출판되고 있다.
현재까지 약 5000개의 점토판이 알려져 있으며, 대부분 시카고 대학교 동양 연구소, 하버드 셈족 박물관, 그리고 바그다드의 이라크 박물관에 소장되어 있다. 이들 중 다수는 일상적인 법률 및 상업 문서이며, 약 4분의 1은 한 가족의 사업 거래에 관한 것이다. 대부분의 발굴품은 기원전 2천 년대 후르리인 시기의 것이며, 나머지는 도시가 아카드 제국 시기에 건설되었던 때로 거슬러 올라간다. 누지의 후르리인 문서고와 동시대의 문서고가 누지에서 남서쪽으로 35 킬로미터 (22 mi) 떨어진 텔 알-파하르 유적지의 "그린 팰리스"에서 발굴되었다.

## 내용
이 점토판들은 노예를 상속자로 삼거나 불임 아내를 위해 대리모를 사용하는 것과 같이 성경과 후르리 문화 사이의 유사성을 보여준다고 묘사되어 있다. 『성경 세계의 옥스포드 역사』에서 웨인 T. 피타드는 "창세기에 나타나는 특정 결혼, 상속, 가족 종교 풍습과 후기 청동기 시대의 유사성은 그러한 이야기들이 2천 년대의 고대 전통을 보존한다는 증거로 사용될 수 없다. 왜냐하면 이러한 풍습의 대부분은 창세기 이야기가 기록된 기원전 1천 년대까지 계속되었기 때문이다. 따라서 누지 문서들은 제한적이고 주로 예시적인 기능만 한다"고 말한다.

## 같이 보기
- 창세기
- 성경 고고학 유물 목록

## 참고 문헌
- Nuzi Texts and Their Uses as Historical Evidence - By Maynard Paul Maidman - ISBN 1589832132
- A History of Israel - By John Bright - ISBN 9780664220686